# Diritto internazionale privato
Il diritto internazionale privato è costituito dalle regole, di fonte nazionale, internazionale che stabiliscono l'ambito della competenza giurisdizionale dell'autorità giudiziaria dei vari Stati del mondo, al fine individuare il diritto sostanziale applicabile alle fattispecie che presentino significative connessioni con diversi sistemi giuridici nazionali e che pongono le condizioni per il riconoscimento in un determinato paese di sentenze pronunciate in altri paesi.
Può essere definito come quel settore dell'ordinamento giuridico di ogni Stato che si occupa della disciplina giuridica delle situazioni private internazionali.

## Storia
L'espressione "diritto internazionale privato" venne coniata, per la prima volta, dal giurista statunitense Joseph Story nell'opera Commentaries on the conflict of laws, edita nel 1834. Ciononostante già precedentemente era sorta l'esigenza di predisporre una disciplina giuridica speciale per i rapporti economico-sociali che coinvolgevano beni o soggetti collocati nell'ambito di più comunità politiche. Fu col contributo di Story, del Savigny e di Pasquale Stanislao Mancini che nel XX secolo, anche grazie all'effetto delle varie codificazioni giuridiche, si formò l'effettiva disciplina del diritto internazionale privato.
La posizione di Story, più pragmatica, si rifaceva essenzialmente al rispetto reciproco da parte degli Stati in considerazione dei vantaggi che ottenevano dall'applicazione di una norma piuttosto che da quella straniera. Savigny invece tentò di trovare un nucleo di regole universalmente valide per le varie comunità grazie al quale risolvere ogni problema di coordinamento: tale approccio è estremamente più complesso e dogmatico e basato sullo stabilire un criterio col quale ricondurre i rapporti a un ordinamento specifico. Anche Mancini seguì sostanzialmente questa scia individuando alcuni criteri, come nazionalità, libertà e sovranità.

## Caratteristiche
Le norme che individuano la legge applicabile sono definite "norme di conflitto": si tratta di disposizioni strumentali in quanto non finalizzate alla disciplina materiale del rapporto giuridico; in altri termini, le norme di diritto internazionale privato individuano la legge in base alla quale regolare rapporti che presentino elementi di estraneità rispetto all'ordinamento statale nel quale è sorta la questione. Il diritto internazionale privato disciplina anche questioni di procedura civile internazionale, come la delimitazione della giurisdizione del giudice statale, e i presupposti dell'efficacia e dell'esecuzione delle sentenze straniere e degli atti pubblici resi all'estero da autorità straniere.
A differenza del diritto internazionale pubblico, le norme di diritto internazionale privato fanno generalmente parte dell'ordinamento giuridico interno dei singoli stati nazionali, in quanto sono emanate dai rispettivi organi legislativi e destinate a essere vincolanti esclusivamente in essi. Vanno naturalmente fatti salvi i casi in cui le norme di diritto internazionale privato sono contenute in trattati internazionali cui l'ordinamento interno si adegua tramite il procedimento di adesione e di esecuzione, oppure i casi di disposizioni normative coniate da organismi sovranazionali cui un determinato ordinamento statale appartiene (come ad esempio gli organismi comunitari europei). In entrambe queste ipotesi, la disciplina di conflitto sarà uniforme tra tutti gli Stati aderenti a una determinata convenzione di diritto internazionale privato o comunque tenuti all'applicazione di una fonte normativa di origine sovranazionale.

## Nel mondo
Ogni ordinamento giuridico nazionale ha un proprio sistema di norme di diritto internazionale privato, a volte codificato, a volte di origine giurisprudenziale.

### Italia
Il testo di riferimento del diritto internazionale privato italiano è la legge 31 maggio 1995 n. 218, in cui sono contenute le disposizioni che disciplinano la materia. La legge, come indicato nel suo art. 1, determina l'ambito della giurisdizione italiana, pone i
criteri per l'individuazione del diritto applicabile e disciplina l'efficacia delle sentenze e degli atti stranieri. L'ambito di applicazione di questa norma è tuttavia circoscritto ai soli casi non disciplinati dalle norme derivanti dal diritto dell'Unione europea.
Di particolare rilevanza sono i regolamenti:
- regolamento Bruxelles 1 bis, n. 1215/2012, sulla competenza giurisdizionale, il riconoscimento e le decisioni in materia civile e commerciale;
- regolamento Bruxelles 2 ter, 2019/1111, relativo alla competenza, al riconoscimento e all'esecuzione delle decisioni in materia matrimoniale e in materia di responsabilità genitoriale, e alla sottrazione di minori (rifusione);
- regolamento Roma 1, n. 593/2008 sulla legge applicabile alle obbligazioni contrattuali;
- regolamento Roma 2, n. 864/2007, sulla legge applicabile alle obbligazioni extracontrattuali;
- regolamento 4/2009, relativo alla competenza, alla legge applicabile, al riconoscimento e all'esecuzione delle decisioni e alla cooperazione in materia di obbligazioni alimentari;
- regolamento 1259/2010, c.d. Roma 3, sulla legge applicabile al divorzio e alla separazione personale;
- regolamento 650/2012, relativo alla competenza, alla legge applicabile, al riconoscimento e all’esecuzione delle decisioni e all’accettazione e all’esecuzione degli atti pubblici in materia di successioni e alla creazione di un certificato successorio europeo;
- regolamento 2016/1103, relativo alla competenza, della legge applicabile, del riconoscimento e dell'esecuzione delle decisioni in materia di regimi patrimoniali tra coniugi;
- regolamento 2016/1104, relativo alla competenza, della legge applicabile, del riconoscimento e dell'esecuzione delle decisioni in materia di effetti patrimoniali delle unioni registrate.